# Antonín Wildt (sochař)

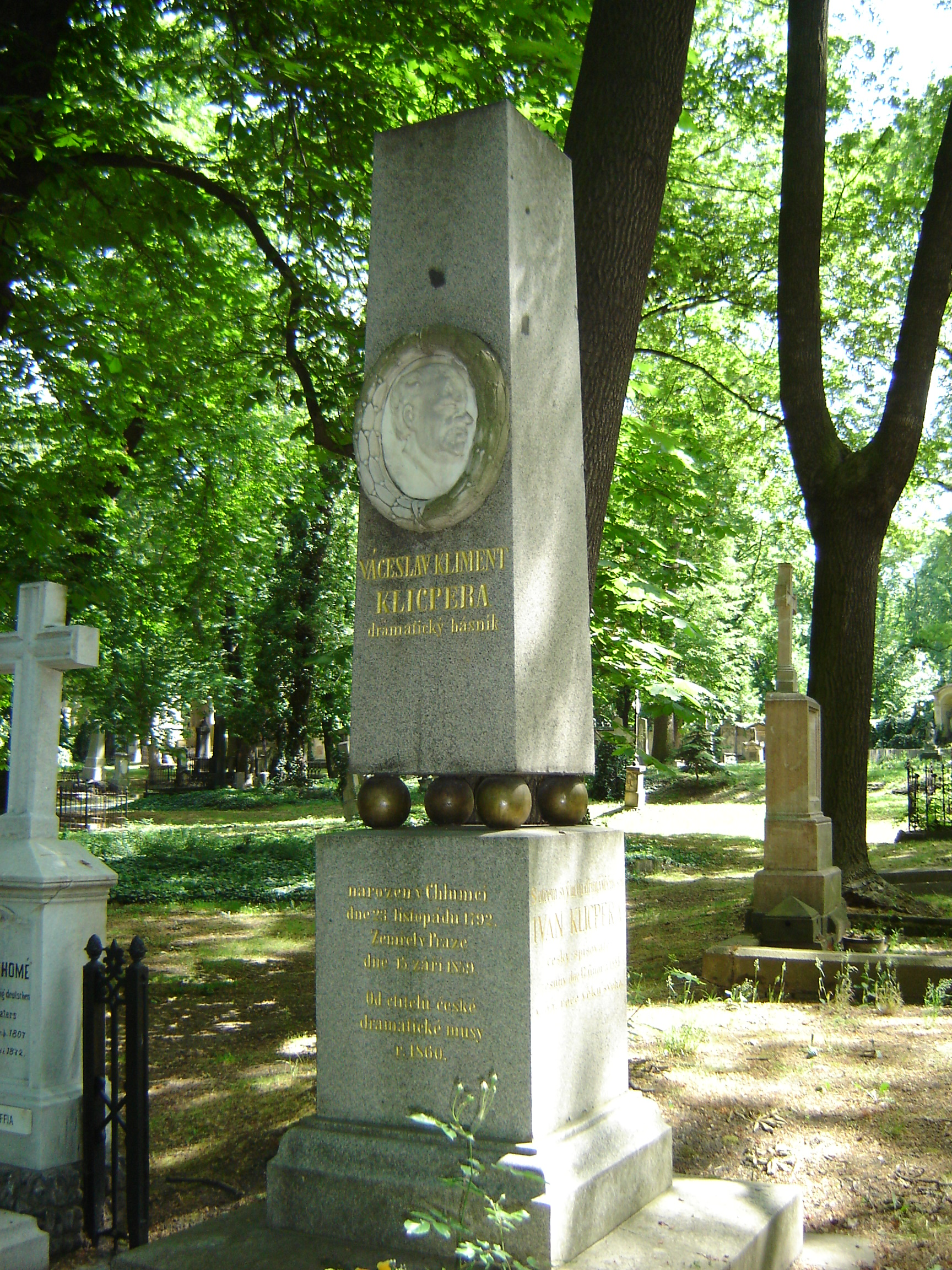
Klicperův náhrobek

Anton Wildt, též Antonín Wildt (11. června 1830 Praha – 12. dubna 1883 Praha) byl český sochař.

## Život
Anton Wildt se školil v letech 1848-1855 v sochařské dílně Josefa Maxe. Roku 1855 poprvé vystavoval na výroční výstavě Krasoumné jednoty a následujícího roku si otevřel v Praze vlastní sochařskou dílnu. Počátkem 60. let pracoval ve Vídni na výzdobě Arsenalu spolu s Ludvíkem Šimkem a Tomášem Seidanem, v letech 1863-69 spolupracoval ve Vídni se sochařem F. Melnickým.
K jeho přátelům patřili malíř Josef Mánes, který Wildta portrétoval, a Adolf Kosárek. Po Kosárkově předčasné smrti Wildt sňal jeho posmrtnou masku.
Měl velký smysl pro humor, své společníky a přátele bavil vyprávěním originálních vtipů. Nabízeli mu kvůli tomu angažmá v divadle, to ale odmítal — zdařile reprodukovat cizí dílo by nedokázal. V 50. letech si společně s malířem Karlem Purkyně tropil žerty z pražské policie. Jeho humor byl laskavý, dobrácký. Byl známý i jako vlastenec, starostlivý manžel a otec.
Zemřel na onemocnění plic, pohřben byl na Olšanských hřbitovech.

## Dílo

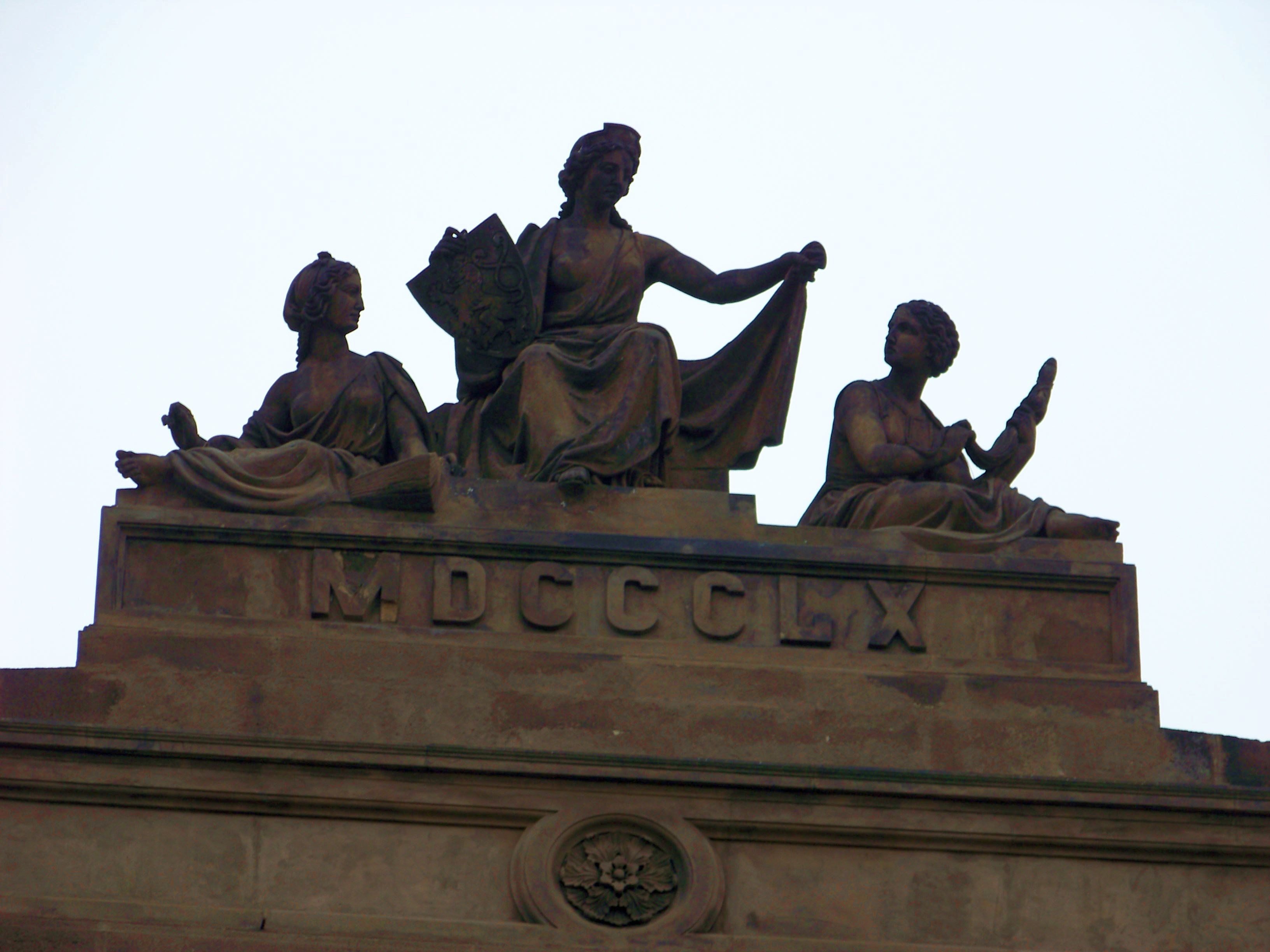
Sousoší Čechie přijímající úspory lidu

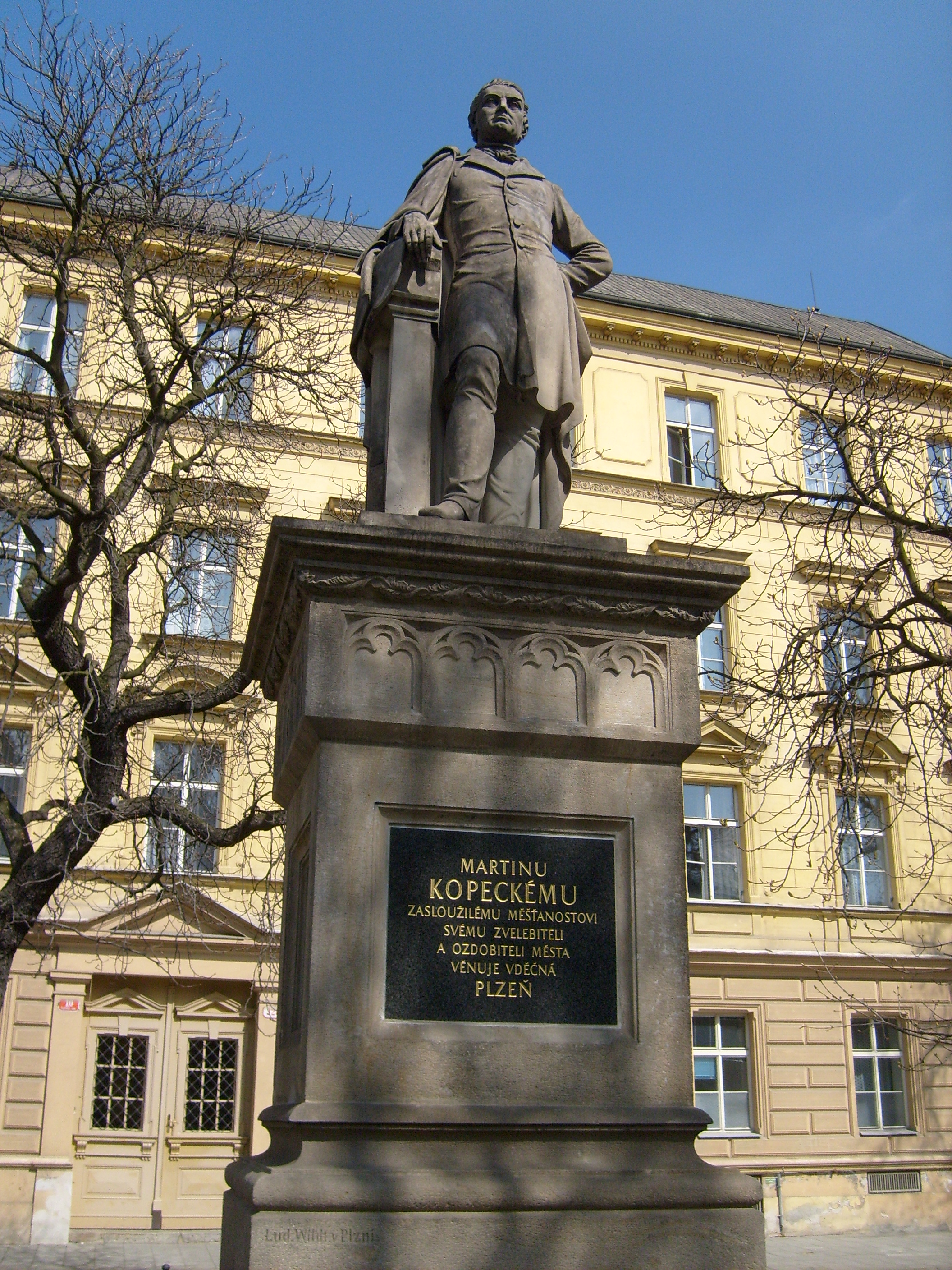
purkmistr Martin Kopecký, Plzeň

Wildt byl vyškolen v dílně bratří Maxů jako klasicistní sochař a ve svých dílech se vyrovnával s neorenesančním dobovým názorem. Wildtova tvorba kolísá mezi idealismem až poněkud lidovým (Tylův náhrobek) a ozdobným realismem (pomník Kopeckého). Jeho nejznámějším dílem je sousoší Čechie na atice bývalé České spořitelny na Národní třídě v Praze. Wildtovy náhrobky jsou většinou řemeslné, bez vyšších uměleckých ambicí.

### Známá díla
- 1855 Jaroslav ze Šternberka (vystaveno v Krasoumné jednotě)
- 1857 Josef Kepler (vystaveno v Krasoumné jednotě)
- 1860 Kenotaf Gustava z Putzlacheru, kostel sv. Jakuba Většího Nepomuk
- 1861 Pomník purkmistra Martina Kopeckého, Plzeň
- 1861 Sousoší Čechie přijímající úspory lidu, průčelí Ullmannovy České spořitelny v Praze (dnes budova Akademie věd České republiky), podle kresebného návrhu Josefa Mánesa[6]
- Náhrobek Josefa Kajetána Tyla, Plzeň
- Náhrobek Václava Klimenta Klicpery, Olšanské hřbitovy Praha[7]
- Socha Komenského, Škola na Rejdišti, Praha
- Sochařská výzdoba Šebkova paláce (dnes Bredovský), Praha
- Sochařská výzdoba Prašné brány, Praha (do roku 1883)
- 1881 restaurování několika pražských kašen[8]